# Phare de Portsmouth Harbor
Le phare de Portsmouth Harbor (en anglais : Portsmouth Harbor Light) est un phare actif situé au port de Portsmouth, dans le comté de Rockingham de l'État du New Hampshire, aux USA.
Il est inscrit au Registre national des lieux historiques depuis le 9 octobre 2009 .

## Histoire
Le phare est situé dans l'ancien Fort William and Mary à New Castle
La station de signalisation a été créée en 1771 et fut la 10e des 11 stations de phare établies avant la Révolution américaine. La première tour était une structure en bois recouverte de bardeaux avec une lanterne en fer et un toit en cuivre. Sa source de lumière était trois lampes à huile de cuivre.
La première tour a été remplacée en 1804 par une tour en bois octogonale de 24 m située à environ 90 m à l’est de la tour de 1771. En 1851, vingt ans après la création du phare de Whaleback, la tour fut raccourcie à 17 m. Trois ans plus tard, en 1854, la tour était équipée d'une lentille de Fresnel de quatrième ordre.
En 1878, une nouvelle tour en fonte de 15 m et doublée de briques a été érigée sur les mêmes fondations que la tour de 1804. Lorsque la nouvelle tour fut achevée, les vestiges environnants de l'ancienne tour furent enlevés.
Les autres structures de la station de phare encore en place sont la maison à pétrole de 1903 et restaurée en 2004 ainsi que la maison du gardien de 1872 qui sert actuellement les bureaux de la Garde côtière des États-Unis. Le feu actuel est un signal vert fixe et sa lumière fut rendue verte par un cylindre en acrylique qui entoure la lentille.
En 2006, la passerelle menant au phare a été reconstruite pour améliorer l’accès. En 2010, le phare a été repeint avec 30.000 dollars recueillis principalement par l'association. En 2017, une petite exposition a été installée dans la maison à huile restaurée qui sert de musée. Le site ouvert, et la tour se visite le dimanche après-midi de fin mai à mi-octobre.

### Friends of Portsmouth Harbor Lighthouses
Fondés en 2001, les Amis des phares du port de Portsmouth  sont une antenne de la American Lighthouse Foundation (en) (ALF). La mission de l'association est de travailler à la préservation du phare et des structures associées, de rassembler et de préserver l’histoire de ce site historique important et de partager ces ressources avec le public. La Garde côtière américaine reste propriétaire du phare du port de Portsmouth et entetient toujours le matériel d’aide à la navigation en activité. Depuis novembre 2008, l'association est également responsables du phare de Whaleback.

## Description
Ce phare  est une tour cylindrique en fonte à claire-voie, avec une galerie et une lanterne de 14,5 m de haut. La tour est peinte en blanc et la lanterne est noire. Il émet, à une hauteur focale de 16 m, un feu fixe vert. Sa portée est de 12 milles nautiques (environ 22 km).
Il est aussi équipé d'une corne de brume électrique émettant un blast toutes les 10 secondes.
Identifiant : ARLHS : USA-662 ; USCG : 1-8330 - Amirauté : J0234 .
|          |
| Le phare |

|          |
| Le phare |

### Lien connexe
- Liste des phares du New Hampshire